# Rogers Place
Il Rogers Place è un impianto polifunzionale della città di Edmonton.
Esso sostituisce il Northlands Coliseum come casa degli Edmonton Oilers della NHL e degli Edmonton Oil Kings della WHL.

## Antefatti

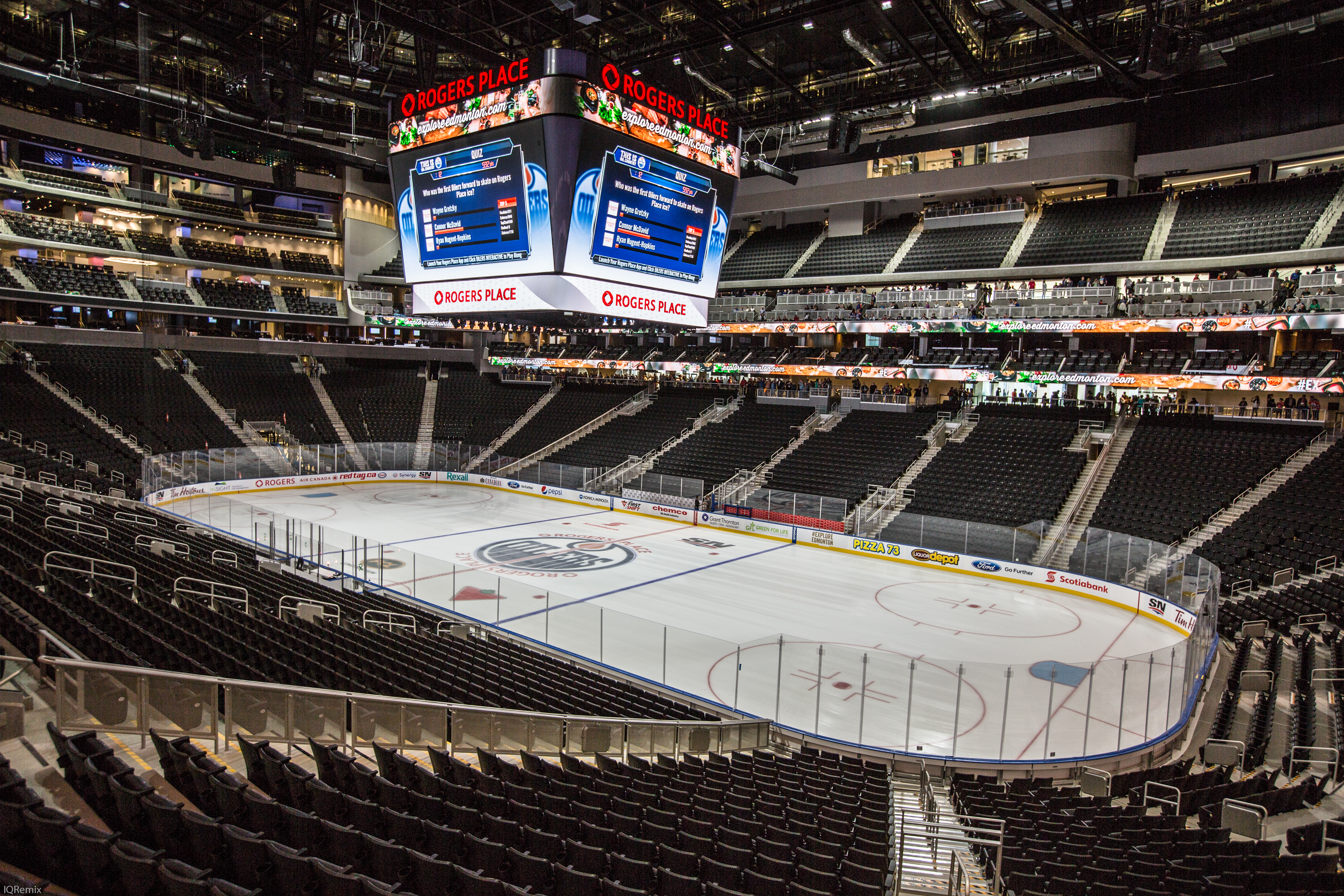
L'interno del Rogers Place.

Nel dicembre 2013, la Rogers Communications annunciò un contratto di 10 anni sul nome della nuova arena, che si sarebbe poi chiamata Rogers Place. L'impianto di Edmonton diventa così il quarto edificio canadese contrassegnato dal nome Rogers dopo il Rogers Centre di Toronto, la Rogers Arena di Vancouver e il Rogers K-Rock Center di Kingston.
L'arena venne costruita grazie ai seguenti fondi:
- $279 milioni dalla Community Revitalization Levy;
- $125 milioni dai sovrapprezzi sui biglietti di qualsiasi evento che si terrà in arena;
- $137.81 milioni dagli incentivi sulla costruzione;
- $23.68 milioni in contanti dalla Edmonton Arena Corporation.
- $25 milioni da altri fondi governativi. [1] [2] [3]

L'11 febbraio 2014 venne ufficializzato che il progetto dell'arena era completamente finito e si poteva dare quindi il via alla costruzione dell'edificio.
L'8 settembre 2016 l'impianto venne definitivamente aperto. 

## Concerti
| 30 luglio    | Bruno Mars | Stati Uniti | 24K Magic World Tour       | 29.301 / 29.301 |
| 31 luglio    | Bruno Mars | Stati Uniti | 24K Magic World Tour       | 29.301 / 29.301 |
| 3 agosto     | Lady Gaga  | Stati Uniti | Joanne World Tour          | 15.002 / 15.002 |
| 26 settembre | Coldplay   | Regno Unito | A Head Full of Dreams Tour | 27.940 / 27.940 |
| 27 settembre | Coldplay   | Regno Unito | A Head Full of Dreams Tour | 27.940 / 27.940 |